# Die große Liebe meines Lebens
Die große Liebe meines Lebens (Originaltitel An Affair to Remember) ist ein US-amerikanischer Liebesfilm aus dem Jahr 1957 von Leo McCarey. Deborah Kerr und Cary Grant spielen die Hauptrollen. Das Drehbuch von Delmer Daves und Leo McCarey geht zurück auf eine Geschichte von Leo McCarey und Mildred Cram.

## Handlung
An Bord des Luxusdampfers „Constitution“ begegnen sich die Nachtclubsängerin Terry McKay und der umschwärmte Playboy Nickie Ferrante. Ferrante ist verlobt, McKay wird in Amerika von einem Freund umworben. Ferrantes Verlobte Lois Clarke ist äußerst wohlhabend und wird ein großes Vermögen mit in die Ehe bringen. Doch beider Verhältnis zu ihren Partnern ist nicht so, wie es sein sollte, zudem sind sich Terry und Nickie vom ersten Augenblick an mehr als nur sympathisch. Sie verbringen die Tage an Bord harmonisch miteinander, allerdings beäugt von anderen, neugierigen Passagieren.
Bei einem Landgang in Villefranche besuchen sie Nickies Großmutter Janou, und von ihr erfährt Terry, dass Nickie eigentlich ein begnadeter Maler war, bevor er sich vollends seiner flatterhaften Lebensweise verschrieb. Die beiden Frauen verstehen sich auf Anhieb, Janou verspricht Terry spontan, ihr ihre große weiße Mantilla zu vererben.
Zurück an Bord macht Nickie Terry einen Heiratsantrag und verspricht ihr, wieder einen Beruf ausüben zu wollen. Terry nimmt seinen Antrag an, jedoch wollen sie ein halbes Jahr warten, um ihre jeweiligen persönlichen Angelegenheiten zu ordnen und damit Nickie sich einen Lebensunterhalt erwerben kann. So verabreden sie bei der Einfahrt in den New Yorker Hafen ein Treffen in einem halben Jahr oben auf der Aussichtsterrasse des Empire State Buildings.
Wieder an Land werden beide von der Vergangenheit eingeholt. Auf Nickie wartet Lois, und auf Terry Ken. Lois hat ein Fernsehinterview arrangiert, bei dem es um ihre Hochzeit geht, doch Nickie gibt dabei vorwiegend abweisende Antworten, spricht aber von den Plänen, die er eigentlich für Terry hat: in einem halben Jahr heiraten und wieder als Maler arbeiten zu wollen. Terry hingegen bricht mit Ken und lässt sich von ihm auch nicht umstimmen.
In der Zwischenzeit tritt Terry wieder als Sängerin auf, und Nickie kann erste Bilder verkaufen. Kontakt haben sie während dieser Zeit nicht miteinander, da sie ihre Adressen nicht ausgetauscht haben.
Zum vereinbarten Termin für das Rendezvous hat es Terry so eilig, zum Treffen mit Nickie zu kommen, dass sie vor dem Empire State Building von einem Auto angefahren wird. Sie wird ins Krankenhaus eingeliefert, und Nickie wartet auf der Aussichtsterrasse des Hochhauses bis in die Nacht hinein vergeblich.
Terry ist ihrer Verletzungen wegen nun vorläufig auf einen Rollstuhl angewiesen, von dem aus sie als Musiklehrerin an einer katholischen Schule arbeitet, da sie das Geld für eine Operation von ihrem kärglichen Gehalt noch nicht aufbringen kann. Kens Angebote, ihr bei der Finanzierung behilflich zu sein, weist sie sämtlich zurück, da sie nicht wieder in die frühere Beziehung zu ihm hineingleiten will. Aus Stolz versucht sie nicht, mit Nickie Kontakt aufzunehmen und ihm mitzuteilen, warum sie nicht zu dem Treffen erschienen ist. Ein Antiquitätenhändler schenkt ihr aus Mitleid ein von Nickie gemaltes Bild, das sie mit Janous Schal zeigt.
Eines Abends treffen Nickie und seine Begleitung im Theater beim Hinausgehen zufällig auf Terry und Ken. Beide tun so, als kennen sie den anderen kaum. Ken will ihm nachlaufen und ihn über Terry aufklären, sie aber hindert ihn daran. Am Weihnachtstag besucht Nickie Terry, nachdem er ihre neue Adresse ausfindig gemacht hat, in ihrer Wohnung. Er will ihr Janous Schal mitbringen, die vor einiger Zeit gestorben ist. Terry empfängt ihn auf einer Couch sitzend, mit einer Decke über den Beinen, und will immer noch nicht, dass Nickie erfährt, was sie tatsächlich davon abgehalten hat, zum Empire State Building hinaufzusteigen.
Im Gehen, schon an der Tür, erwähnt Nickie das Bild, das er von Terry mit Janous Schal gemalt hat. Er erklärt, er habe es einer ihm unbekannten jungen Frau umsonst zukommen lassen. Der mit dem Verkauf seiner Bilder betraute Galerist, Courbet, habe ihm von der Frau erzählt, die gelähmt sei und sich das Bild nicht habe leisten können. An dieser Stelle des Gesprächs geht Nickie plötzlich ein Licht auf. Er öffnet entschlossen die Tür des Schlafzimmers, wo er im Spiegel sein Gemälde an der Wand hängen sieht. Der Film endet mit der Versöhnung und dem Ausblick, dass Terry wieder laufen lernen wird, ebenso wie Nickie wieder zu malen gelernt hat.

## Produktion
| Figur                 | Darsteller        | Deutscher Sprecher     |
| --------------------- | ----------------- | ---------------------- |
| Nickie Ferrante       | Cary Grant        | Wolfgang Lukschy       |
| Terry McKay           | Deborah Kerr      | Marianne Kehlau        |
| Kenneth „Ken“ Bradley | Richard Denning   | Friedrich Schoenfelder |
| Lois Clarke           | Neva Patterson    | Gisela Trowe           |
| Großmutter Janou      | Cathleen Nesbitt  | Roma Bahn              |
| Fernsehmoderator      | Robert Q. Lewis   | Gert Günther Hoffmann  |
| Ned Hathaway          | Charles Watts     | Werner Peters          |
| Courbet, Kunsthändler | Fortunio Bonanova | Wolf Martini           |
| Pater McGrath         | Matt Moore        |                        |
| Mario (bei Janou)     | Louis Mercier     |                        |
| Gabriella             | Geneviève Aumont  | Sigrid Lagemann        |
| Bordfotograf          | Marc Snow         | Hugo Schrader          |
| Miss Webb             | Geraldine Wall    | Christine Gerlach      |
| Miss Lane             | Sarah Selby       | Alice Treff            |
| Terrys Vermieterin    | Jesslyn Fax       | Ursula Krieg           |

### Produktionsnotizen
Drehort des Films, der den Arbeitstitel Love Affair trug, war unter anderem der Transatlantikliner Constitution, außerdem drehte man in Villefranche-sur-Mer, an der französischen Riviera und in New York. Der Großteil des Films entstand jedoch im Studio in Hollywood. Gedreht wurde von Mitte Februar bis zum 10. April 1957, zusätzliche Szenen entstanden ab dem 8. Mai 1957. Als 20th Century Fox herausfand, dass Columbia Pictures die Rechte an dem Namen Love Affair besaß, wurde der Titel entsprechend in An Affair to Remember geändert. Der Schriftsteller Donald Ogden Stewart, der seinerzeit auf der sogenannten Schwarzen Liste stand, und am Drehbuch der Fassung von 1939 mitgewirkt hatte, wurde in den Credits weggelassen.
Ursprünglich wollte McCarey Ingrid Bergman für die weibliche Hauptrolle haben.
Das Ballett, das sowohl Nickie und Lois als auch Ken und Terry am Weihnachtsabend besuchen, wurde offensichtlich nicht für den Film aufgeführt, sondern stammt aus einer Aufnahme, die Twentieth Century Fox bereits 1954 in There’s no business like show business in Teilen verwendet hatte.

### Hintergrund und Musik
Leo McCarey unternahm mit diesem Film ein Remake seines eigenen Films Ruhelose Liebe von 1939 mit Charles Boyer und Irene Dunne in den Hauptrollen. Später entstand 1994 noch eine weitere Verfilmung unter dem Titel Perfect Love Affair mit Warren Beatty, Annette Bening und Katharine Hepburn. Diese dritte Version unterscheidet sich kaum von der zweiten Fassung, so ist auch der Dialog am Ende des Films wörtlich übernommen. Leo McCarey soll geäußert haben, dass sich seine beiden Filmversionen insoweit unterscheiden würden, dass Grant seinen außergewöhnlichen Sinn für Humor nicht habe verstecken können, was im Gegensatz zur Verkörperung durch Charles Boyer stehe, weshalb die zweite Version auch viel lustiger sei.
Jerry Vermilye führte in seiner Biografie über Cary Grant aus, dass die frühere Beliebtheit von Love Affair McCarey veranlasst habe, 1957 ein Remake zu drehen. Die Neufassung sei der Originalversion seiner Auffassung nach aber weit unterlegen gewesen, jedoch sei auch der neue Film beim Publikum sehr gut angekommen. Symptomatisch für die Probleme des Films sei die Tatsache gewesen, dass einem kleinen Schwarzweißfilm, der vor seinerzeit 18 Jahren mit einer Spieldauer von siebenundachtzig Minuten gelaufen sei, jetzt noch Eastman Color und CinemaScope hinzugefügt worden seien, sodass der Film es am Ende auf eine Länge von 115 Minuten brachte. Deborah Kerr berichtete zudem über die „mörderischen Probleme“, die in scheinbar glatten Liebesszenen gesteckt hätten und verwies besonders auf eine Szene, in der beide tanzen, singen und abwechselnd ihr Gesicht der Kamera zuwenden mussten und dabei zärtlich verliebt aussehen sollten.
Deborath Kerr hatte Cathleen Nesbitt, die Grants Großmutter spielte, seit 19 Jahren nicht mehr gesehen. Damals war sie in einer kleinen Rolle in dem Theaterstück Viel Lärm um nichts besetzt, in dem Nesbitt in einer Hauptrolle auftrat. Dieser Film markiert den Beginn einer langen Freundschaft zwischen den Schauspielerinnen.
Bei den Liedpassagen, in denen Deborah Kerr das Titellied An Affair to Remember (Our Love Affair) vorträgt, fungierte Marni Nixon als ihr Stimmendouble. Der Filmkomponist und Arrangeur Alfred Newman war der Meinung, bei keinen anderen habe das Zusammenspiel zwischen Gesang und Mimik so gut geklappt wie bei diesen beiden. Im Filmvorspann wird An Affair to Remember von Vic Damone gesungen, für den der Song zu einem großen Hit wurde, mit dem er 16 Wochen lang in der Hitparade platziert war. Das Lied wurde zum Standard und von Künstlern wie Nat King Cole, Dinah Washington, Johnny Mathis und Frank Sinatra aufgenommen. In seinem letzten Film Nicht so schnell, mein Junge singt Cary Grant einige Zeilen des Liedes. 

## Veröffentlichung und Nachwirkung
Der Film hatte am 11. Juli 1957 Premiere in New York. Am 19. Juli 1957 lief er in den USA allgemein an. Im selben Jahr wurde er in folgenden Ländern veröffentlicht: Argentinien, Brasilien, im Vereinigten Königreich (London), in Italien, Schweden, Frankreich, Irland, Portugal, Finnland, Japan und Australien. In der Bundesrepublik Deutschland hatte er am 27. September 1957 Premiere und in Österreich am 8. November 1957.
1958 wurde das Filmmelodram in Hongkong veröffentlicht, in Spanien (Madrid) 1959, ebenso in Dänemark. In der Türkei wurde der Film erstmals 1960 gezeigt. Veröffentlicht wurde er zudem in Griechenland, Belgien, Bulgarien, Kanada, Ungarn, Polen, Rumänien, Serbien und in der Sowjetunion. Der vollständige englische Titel lautet Leo McCarey’s An Affair to Remember.
Der Film wurde am 9. Januar 2006 von Twentieth Century Fox innerhalb der Reihe „Große Film-Klassiker“ mit einer deutschen Tonspur auf DVD veröffentlicht. Am 24. Oktober 2014 wurde der Film erneut veröffentlicht, diesmal von Alive, sowohl auf DVD und als auch als Blu-ray Disc.
Im deutschen Fernsehen lief der Film erstmals am 23. November 1972 im ersten Fernsehprogramm der ARD.
Der Film wird in der Komödie Schlaflos in Seattle zitiert. Von dem Erfolg dieser Komödie profitierte auch Die große Liebe meines Lebens, da eine neue Generation von Fans dem Film Millionenverkäufe auf VHS und später DVD bescherte. Seinerzeit war der Film mit 3,85 Millionen US-Dollar Kasseneinnahmen einer der umsatzstärksten im Jahr 1957.

## Rezeption

### Kritik
Die große Liebe meines Lebens erhielt ein gutes Presseecho, was sich auch in den Auswertungen US-amerikanischer Aggregatoren widerspiegelt. So erfasst Rotten Tomatoes mehrheitlich positive Besprechungen und ordnet den Film dementsprechend als „Frisch“ ein. Laut Metacritic fallen die Bewertungen im Mittel „Grundsätzlich Wohlwollend“ aus.

„Kultivierte Regie und Darsteller von hohen Graden fangen die traumfabrikmäßige, sentimentale Geschichte auf.“

Kino.de führte aus: „Leo McCareys Romanze zählt zu den großen Klassikern Hollywoods und gelangte als der Film, den sich Meg Ryan in Schlaflos in Seattle immer wieder anschaut, in den 90ern zu neuem Ruhm. McCarey, der den Stoff bereits knappe 20 Jahre zuvor schon einmal verfilmt hatte (Ruhelose Liebe), konnte für die zweite Version auf die Erfahrung von Parade-Gentleman Cary Grant und Deborah Kerr bauen, durch deren nuanciertes Zusammenspiel der Film ‚das gewisse Etwas‘ erhält. Taschentuchalarm!“
Auch Cinema stellte auf Meg Ryans Tränen der Rührung in Schlaflos in Seattle ab und schrieb: „Zum Heulen schön! […] diese wahrlich herzzerreißende Romanze“ sei „ein perfekter Mix aus Schmalz, Tiefgang, Witz und Gefühl.“ So lautete das Fazit dann auch: „Eine der schönsten Leinwandromanzen“.
Josef Schnelle zeigte sich davon überzeugt, dass „die Dialoge – mal komödiantisch, dann wieder wie in Stein gemeißelt, diesen Film zu einem unwiderstehlichen Erlebnis“ machen. „Nur in den 1950er Jahren sei ein solch mondänes Paar in ebensolchen Dekors denkbar, wie Glenn Gordon Carons zweites Remake mit Warren Beatty und Annette Benning [bewiesen habe]“. Love Affair sei kläglich gescheitert. Es seien die „ständigen twists der Story, die Eleganz der Reden und Gegenreden und die kleinen komischen Szenen der spießigen Randfiguren, die dem großen Liebespaar immer nur im Weg stehen, dabei früher als die beiden Hauptfiguren wissen, was mit denen los ist, die Die große Liebe meines Lebens zu einem kleinen Essay über Liebes- und Lebensverwirrung machen“.
Geoffrey Wansell schrieb in seiner Biografie Cary Grant. Die Karriere eines perfekten Gentlemans: „Als Die große Liebe meines Lebens im Juli 1957 in die Kinos kam, meckerten die Kritiker über sein ‚altmodisches Gehabe‘. Die New Yorker Zeitung schrieb, der Film sei ‚schrecklich sentimental‘, und die Time unterstrich, dass nur Deborah Kerr und Cary Grant mit ihrer schauspielerischen Leistung diese zuckersüße Posse vor dem Ersticken in ihrer rührseligen Verpackung bewahrt hätten. Die Los Angeles Times hatte nur großes Lob für den Film und seinen Regisseur übrig.“
Bosley Crowther von der New York Times meinte, die Anziehungskraft dieser Geschichte liege in der samtigen Art und Weise, in der zwei dem ersten Anschein nach blasierte Menschen sich in Liebe finden würden. Das Drehbuch biete eine Menge humorvoller Konversation, allerdings gehe etwas schief, nachdem das Paar das Schiff verlassen habe. Der Ehepakt scheine für erwachsene Menschen eher lächerlich und ein wenig kindisch zu sein. Auch die Tatsache, dass sie ihren Unfall geheim halte, sei eher absurd ebenso wie die Langsamkeit, mit der der Mann das Offensichtliche begreife. Das sei etwas zu dick aufgetragen.
Variety war der Ansicht, dass das Hinzufügen von Comedy-Lines, Musik und Farbe in Cinemascope dieses Remake des 1939-Films zu einem erfolgreichen Film mache, der abwechselnd witzig und zärtlich sentimental sei.
Nick Zegarac äußerte für MediaScreen, Leo McCareys Remake seiner eigenen Love-Affair-Produktion sei ein meisterhaftes Update seines Vorkriegsklassikers für die Nachkriegsgeneration. Doch egal, ob man das Original oder sein Remake sehe, das Endergebnis sei letztendlich geplant dasselbe – halte Kleenex bereit! Zudem sei die Handlung dieses Rührstücks heute stark veraltet, obwohl es einige inspirierende romantische und berührende Momente gebe, und tendiere zumindest im mittleren Abschnitt dahin, Gähnen hervorzurufen.
Dennis Schwartz von Ozus’ Welt Filmkritiken konnte dem Film nichts abgewinnen und meinte, dass die sprudelnde Komödie an Bord des Schiffes einfach zu handhaben gewesen sei. Die anschließende Melodramatik in New York sei nicht nur ein Stimmungs-, sondern auch ein Filmkiller gewesen. Die Erzählung sei ein Paradebeispiel für die schamlose Manipulation von Emotionen, die Hollywood benutze, um seine Seifenlauge zu verkaufen.

### Auszeichnungen
Der Film wurde 1958 für vier Oscars nominiert, ging aber leer aus.
- Beste Kamera: (Milton R. Krasner)
- Bestes Kostümdesign: (Charles Le Maire)
- Beste Filmmusik: (Hugo Friedhofer)
- Bester Song: An Affair to Remember (Harry Warren)
- Platz 5 in einer Umfrage des American Film Institute (AFI) in der Kategorie „Größte Liebesgeschichten der amerikanischen Filmgeschichte“
- Leo McCarey wurde für den Directors Guild of America Award nominiert[3]